# Basil Feilding, II conte di Denbigh
Basil Feilding (1608 – 28 novembre 1675) è stato un politico, ambasciatore e militare inglese, fu uno dei membri rappresentanti della nobiltà inglese all'Assemblea di Westminster e Custos rotulorum di Warwickshire e di Leicestershire.

## Biografia
Figlio maggiore di William Feilding, I conte di Denbigh, come suo padre studiò all'Emmanuel College di Oxford. Il 1º febbraio 1626 fu nominato cavaliere dell'Ordine del Bagno e convocato come rappresentante alla Camera dei Lords come Barone di Newnham Paddox nel Warwickshire il 21 marzo 1629. Durante il suo periodo di servizio militare seguì le fortune dello zio, il Duca di Buckingham, di ritorno dalla campagna vittoriosa della Presa dell'isola di Ré, quando il Duca di Buckingham era in pericolo di essere ucciso si riferisce che Feilding si fosse offerto di assumerne l'identità con lo scopo di essere colpito al suo posto. 

In ricompensa della sua dedizione, il Duca di Buckingham si adoperò per far ottenere per mezzo della sua influenza, la carica di Master of the Rolls a suo nipote Basil, progetto che non poté realizzarsi a causa della sua prematura morte, in cambio, tuttavia, Basil Feilding ottenne una pensione vitalizia di mille marchi. Successivamente si offrì come volontario al seguito di Lord Edward Cecil nella sua campagna nella Repubblica delle Sette Province Unite e partecipò all'Assedio di Boscoducale in appoggio ai ribelli calvinisti olandesi. Terminata la campagna militare, si trasferì in Germania, dove studiò a Strasburgo, ricevendo dal sovrano Ferdinando II d'Asburgo l'offerta di entrare a corte come gentiluomo.

Al suo ritorno in patria, sposò Lady Anne Weston, figlia di Sir Richard Weston, I conte di Portland, Cancelliere dello Scacchiere e Lord Tesoriere d'Inghilterra, in difesa del quale sfidò a duello George Goring, I conte di Norwich che aveva accusato suo suocero di codardia. Il 14 settembre 1634 venne nominato da re Carlo I ambasciatore straordinario presso la Repubblica di Venezia, trascorrendo i successivi cinque anni tra Venezia e Torino; dalla sua corrispondenza sembra che la sua occupazione principale sia stata quella di acquistare opere d'arte italiane per conto del re e di altri commissionari, piuttosto che quella di diplomatico.

Tornato in Inghilterra nel 1639 scoprì di aver perso i favori presso la corte inglese, a causa dell'inimicizia della regina Enrichetta, per essersi espresso favorevole ad un'alleanza con il regno di Spagna piuttosto che con il regno di Francia, come era desiderio della sovrana. Sebbene Carlo I, infatti, gli avesse promesso di inviarlo nuovamente come ambasciatore a Venezia, nel 1642 venne sostituito in questo incarico.

## L'adesione alla causa del Parlamento nella Guerra civile inglese
Allo scoppio della Guerra civile inglese, Basil Feilding si schierò a favore della fazione dei Parlamentari, contrariamente a quanto aveva fatto il resto della sua famiglia. Le ragioni di una tale scelta sono ancora oggetto di discussione, sua madre, in una toccante lettera di protesta contro questa presa di posizione, attribuisce la sua decisione all'ambizione personale del figlio. Dopo essere stato eletto lord-colonnello delle contee di Denbigh e Flint, il 23 ottobre 1642, a capo di un reggimento di cavalleria, guidò l'ala destra dell'esercito parlamentare alla battaglia di Edgehill, dove suo padre combatteva nello schieramento nemico. La fedeltà alla causa parlamentare non crollò nemmeno alla morte del padre l'8 aprile 1643, ereditandone il titolo di Conte di Denbigh ed accrescendo la sua importanza e la sua influenza in seno al Parlamento, dove entrò di diritto sedendo al seggio lasciato vacante da Lord Robert Greville, II barone di Brooke alla sua morte. Il 12 giugno 1643 venne nominato comandante in capo delle forze parlamentari nelle contee unite di Warwick, Worcester, Stafford e Shropshire e delle città di Coventry e Lichfield, nonché Lord colonnello del Warwickshire. Il suo comando iniziò con una disputa con il comitato parlamentare dell'English Committee of Safety, il quale aveva avanzato dei dubbi sulla sua fedeltà alla causa parlamentare, dubbi che vennero ricomposti con una dichiarazione ufficiale dello stesso comitato del 2 settembre 1643 nella quale si riaffermano la credibilità e l'innocenza di Feilding. Nonostante fosse stata provata la sua fedeltà, a Feilding non venne concesso di combattere in operazioni sul campo fino alla primavera del 1644, quando il 29 maggio conquistò dalle mani delle truppe del Principe Rupert del Palatinato Rushall Hall nelle West Midlands e sconfisse le forze realiste nei pressi del Castello di Dudley il 10 giugno 1644. Il 22 giugno 1644 conquistò l'importante cittadina di Oswestry e pochi giorni dopo guidò personalmente l'assalto al Castello di Cholmondeley nel Cheshire. Per tutti questi successi militari conseguiti Feilding ricevette i ringraziamenti dell'intero Parlamento, tuttavia la sua condotta venne nuovamente messa in dubbio dalle accuse mosse dai comitati del Warwickshire e dello Shropshire. Le accuse, che accesero un'aspra disputa tra Feilding e i comitati parlamentari, sostenevano che Feilding consentisse alle sue truppe la pratica del saccheggio, nonché di proteggere individui di fede realista e di aver intrapreso colloqui sospetti con il nemico. Denbigh replicò a tali accuse con una difesa della sua condotta pubblicata nel Journal of the House of Lords e l'8 novembre 1644 una commissione parlamentare della Camera dei Lords stabilì che Lord Denbigh dovesse essere scagionato da tutte le accuse. La Camera dei Comuni, tuttavia, non fu dello stesso parere, e stabilì il 9 novembre 1644 che Denbigh non tornasse al suo incarico militare di comandante in capo delle contee unificate, ma fece tuttavia passare una risoluzione che stabiliva di inviare Lord Denbigh come membro della commissione parlamentare che avrebbe dovuto presentare una proposta di pace al re Carlo I. Feilding partecipò in qualità di commissario alla delegazione parlamentare al trattato di Uxbridge nel gennaio del 1645. In questa occasione Lord Clarendon riferisce che Feilding abbia confessato al sovrano di essersi pentito della sua condotta e delle vittorie conseguite in favore del Parlamento, dal momento che, se esso avesse avuto la meglio, temeva per le sorti di tutta la nobiltà, e cole l'occasione per esprimere il suo desiderio di offrire la sua vita e la sua persona in difesa del re. Nulla mai trapelò di questo discorso privato, che rimase segreto. Feilding venne infatti utilizzato nuovamente dal Parlamento come emissario per presentare le sue proposte al re ad Hampton Court nel 1647 e successivamente ancora nel castello di Carisbrooke nel dicembre dello stesso anno.

Durante la contesa tra il Parlamento Lungo e la New Model Army, Lord Denbigh si schierò con quest'ultima, firmando le petizioni del 4 marzo e dell'11 giugno 1647 ed il 4 agosto di quello stesso anno firmò la sua adesione alla causa di Lord Fairfax e dell'esercito. Nonostante questa posizione compromettente continuò a mantenere il suo posto all'interno della Camera dei Lords, ed il suo nome venne addirittura inserito nella lista della Commissione che avrebbe dovuto presiedere il tribunale contro Carlo I. In questo frangente Lord Denbigh si rifiutò apertamente di aderire a questo compito assegnatogli, dichiarando che "avrebbe preferito essere fatto a pezzi piuttosto che partecipare ad un'azione così infame". Nonostante si fosse dissociato dal processo e dall'esecuzione di Carlo I, Lord Denbigh entrò a far parte del Consiglio di Stato Inglese, partecipandovi fino al febbraio del 1651, quando la sua carica non venne rinnovata.

## Il passaggio alla causa realista
A partire dal 1651, tuttavia, Feilding manifestò un graduale riavvicinamento alla causa realista. Nella petizione che egli presento a Carlo II dopo la Restaurazione, Lord Denbigh afferò di avere offerto i suoi servigi al re quando costui era giunto a Worcester. Nel 1658 gli agenti in favore della causa realista contarono su di lui per l'eventuale presa di Coventry. Con la Restaurazione beneficiò dell'Indemnity and Oblivion Act, con il quale il Parlamento inglese concedeva l'amnistia a tutti coloro che avevano commesso crimini durante la Guerra civile ed il periodo dell’Interregno, tranne alcuni tipi di delitti come l'omicidio, la pirateria, la violenza sessuale e la stregoneria; furono esclusi da tale atto anche coloro che avevano firmato l'atto di condanna a morte di Carlo I o erano stati coinvolti in essa. Il 2 febbraio 1663 Lord Denbigh venne nominato Barone di St.Liz, reclamando la sua discendenza dalla famiglia dei Conti di Northampton. Alla sua morte non lasciò eredi diretti, ed il suo titolo passò a suo nipote, figlio del fratello George, I conte di Desmond.

## Famiglia
Lord Denbigh non lasciò figli, nonostante si fosse sposato per ben quattro volte. La prima moglie, Lady Anne Weston, era figlia di Lord Richard Weston, I conte di Portland e morì il 10 marzo 1645. La seconda moglie, Barbara Lamb, sposata il 12 agosto 1639 era figlia del giurista John Lambe, Dean of Arches e morì il 2 aprile 1641; la terza moglie, Elizabeth Bourchier, era figlia di Edward Bourchier, IV conte di Bath e morì nel 1670; l'ultima moglie, Dorothy Lane, era figlia di Francis Lane.